# Gran Imán de al-Azhar
El Gran Imán de Al-Azhar (Árabe: الإمام الأكبر), también conocido como el Gran Jeque de Al-Azhar (Árabe: شيخ الأزهر الشريف), es un título del islam suní y de Egipto. Algunos musulmanes consideran que es la máxima autoridad islámica y su fuente de jurisprudencia. El Gran Imán supervisa la Mezquita de al-Azhar y, por ende, la Universidad de al-Azhar. Además, desempeña el cargo conjunto de gran muftí de Egipto.
El actual Gran Imán de al-Azhar, y también rector de la Universidad de al-Azhar, es Ahmed Muhammad Ahmed el-Tayeb, quien fue designado en 2010 por el entonces presidente egipcio Hosni Mubarak.